# Khoảng cách Euclid

Áp dụng định lý Pythagoras để tính khoảng cách Euclid trong mặt phẳng

Trong toán học, khoảng cách Euclid (tiếng Anh: Euclidean distance) giữa hai điểm trong không gian Euclid là độ dài của đoạn thẳng nối hai điểm đó. Có thể tính nó từ tọa độ Descartes của hai điểm bằng cách sử dụng định lý Pythagoras, do đó còn có tên gọi khác là khoảng cách Pythagoras (tiếng Anh: Pythagorean distance). Hai danh pháp trên được đặt theo tên của hai nhà toán học Hy Lạp cổ đại Euclid và Pythagoras, dù Euclid không dùng số để chỉ khoảng cách và mối liên hệ giữa định lý Pythagoras với việc tính khoảng cách chưa được thiết lập cho đến thế kỷ 18.
Khoảng cách giữa hai đối tượng hình học không phải là điểm thường được định nghĩa là khoảng cách nhỏ nhất giữa hai điểm thuộc hai đối tượng đó. Có một số công thức đã biết để tính khoảng cách giữa các dạng đối tượng khác nhau, chẳng hạn như khoảng cách từ một điểm đến một đường thẳng. Toán học nâng cao khái quát hóa khái niệm khoảng cách sang không gian mêtric trừu tượng cũng như nghiên cứu một số loại khoảng cách khác ngoài khoảng cách Euclid. Một số ứng dụng trong thống kê và tối ưu hóa sử dụng bình phương khoảng cách Euclid thay vì chính khoảng cách đó.

## Các công thức khoảng cách

### Một chiều
Khoảng cách giữa hai điểm bất kỳ trên trục số là giá trị tuyệt đối của hiệu tọa độ của chúng. Như vậy, với hai điểm {\displaystyle p} và {\displaystyle q} trên trục số, khoảng cách giữa chúng được cho bởi:
{\displaystyle d(p,q)=|p-q|.}
Một công thức phức tạp hơn, cho cùng kết quả với công thức trên nhưng dễ khái quát hóa hơn sang không gian nhiều chiều, là:
{\displaystyle d(p,q)={\sqrt {(p-q)^{2}}}.}
Trong công thức này, phép bình phương và lấy căn bậc hai không làm thay đổi giá trị của một số dương, nhưng thay một số âm bất kỳ bằng giá trị tuyệt đối của nó.

### Hai chiều
Trong mặt phẳng Euclid, cho điểm {\displaystyle p} có tọa độ Descartes là {\displaystyle (p_{1},p_{2})} và điểm {\displaystyle q} có tọa độ {\displaystyle (q_{1},q_{2})}. Khi đó khoảng cách giữa {\displaystyle p} và {\displaystyle q} được tính bằng:
{\displaystyle d(p,q)={\sqrt {(q_{1}-p_{1})^{2}+(q_{2}-p_{2})^{2}}}.}
Có thể suy ra công thức trên bằng cách áp dụng định lý Pythagoras cho một tam giác vuông có hai cạnh góc vuông song song với hai trục tọa độ và cạnh huyền là đoạn thẳng nối hai điểm {\displaystyle p} và {\displaystyle q}. Hai biểu thức bình phương bên trong dấu căn cho giá trị là diện tích hình vuông dựng từ cạnh góc vuông tương ứng, dấu căn ở ngoài cùng chuyển diện tích hình vuông dựng từ cạnh huyền thành độ dài của cạnh huyền.
Ngoài ra, cũng có thể tính khoảng cách giữa hai điểm khi biết tọa độ cực của chúng. Nếu tọa độ cực của {\displaystyle p} là {\displaystyle (r,\theta )} và tọa độ cực của {\displaystyle q} là {\displaystyle (s,\psi )}, thì khoảng cách giữa chúng là:
{\displaystyle d(p,q)={\sqrt {r^{2}+s^{2}-2rs\cos(\theta -\psi )}}.}
Khi {\displaystyle p} và {\displaystyle q} là hai điểm biểu diễn số phức trên mặt phẳng phức, có thể dùng công thức đã áp dụng cho hai điểm trên trục số:
{\displaystyle d(p,q)=|p-q|.}

### Nhiều chiều

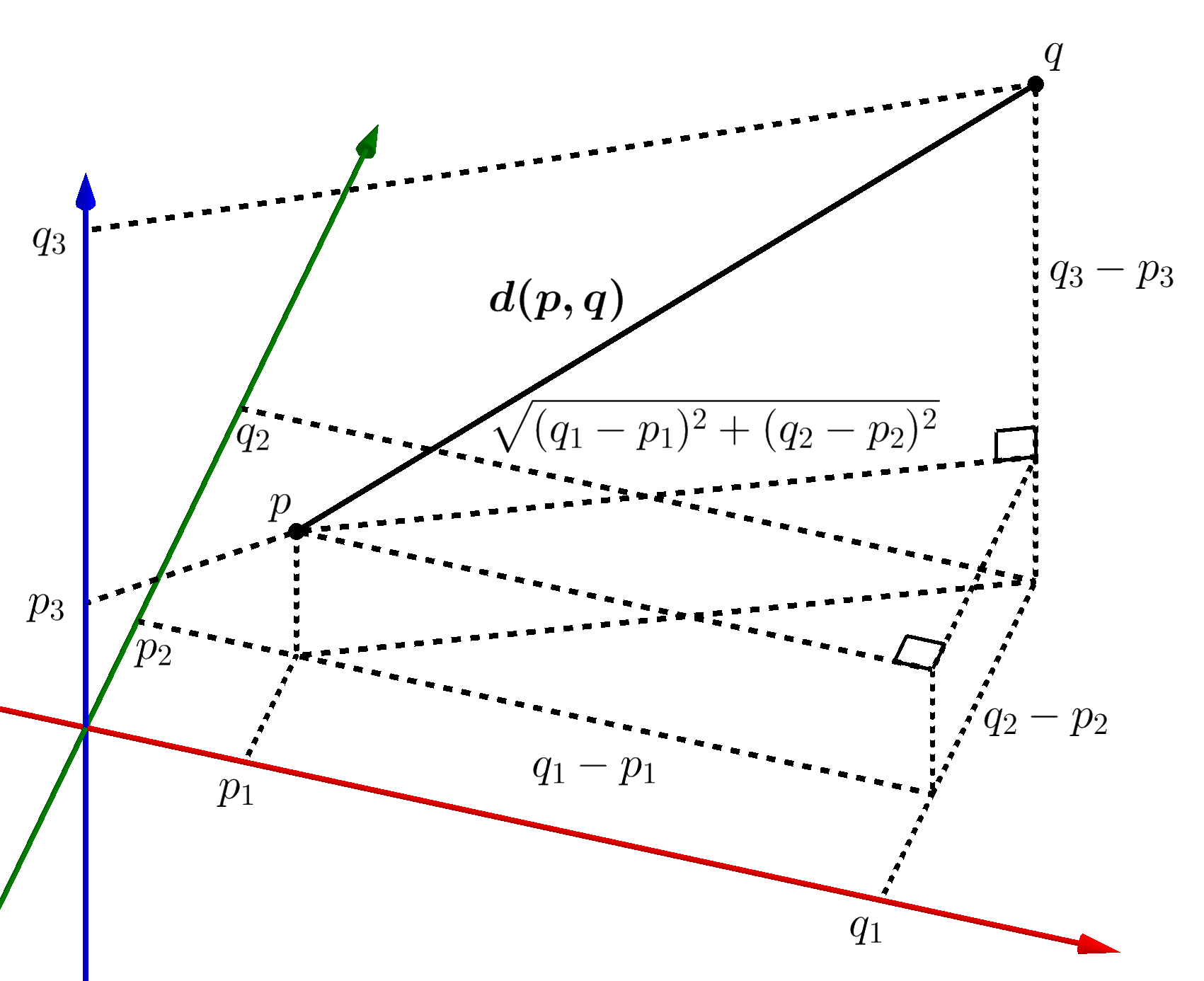
Áp dụng nhiều lần định lý Pythagoras để suy ra công thức khoảng cách Euclid trong không gian chiều

Trong không gian ba chiều, với hai điểm bất kỳ có tọa độ Descartes cho trước, khoảng cách giữa chúng là:
{\displaystyle d(p,q)={\sqrt {(p_{1}-q_{1})^{2}+(p_{2}-q_{2})^{2}+(p_{3}-q_{3})^{2}}}.}
Tổng quát, với hai điểm bất kỳ có tọa độ Descartes cho trước trong không gian Euclid {\displaystyle n} chiều, khoảng cách giữa chúng là:
{\displaystyle d(p,q)={\sqrt {(p_{1}-q_{1})^{2}+(p_{2}-q_{2})^{2}+\cdots +(p_{i}-q_{i})^{2}+\cdots +(p_{n}-q_{n})^{2}}}.}

### Đối tượng hình học khác
Với hai đối tượng hình học không phải đều là điểm, khoảng cách thường được định nghĩa một cách đơn giản là khoảng cách nhỏ nhất giữa hai điểm bất kỳ thuộc hai đối tượng đó, mặc dù một vài dạng khái quát hóa từ điểm sang tập hợp cũng được sử dụng phổ biến, chẳng hạn như khoảng cách Hausdorff. Một số công thức tính khoảng cách giữa các đối tượng hình học khác nhau bao gồm:
- Khoảng cách từ một điểm đến một đường thẳng trong mặt phẳng Euclid[7]
- Khoảng cách từ một điểm đến một mặt phẳng trong không gian Euclid ba chiều[7]
- Khoảng cách giữa hai đường thẳng chéo nhau trong không gian Euclid ba chiều[8]

Minh họa khoảng cách giữa điểm P(x0, y0) và đường thẳng Ax + By + C = 0
Minh họa khoảng cách điểm A và mặt phẳng P

## Tính chất
Khoảng cách Euclid là một ví dụ cơ bản về khoảng cách trong không gian mêtric, và thỏa mãn các tính chất sau đây của một không gian mêtric:
- Nó có tính đối xứng, nghĩa là với mọi điểm {\displaystyle p} và {\displaystyle q} bất kỳ thì {\displaystyle d(p,q)=d(q,p)}. Điều đó có nghĩa là khoảng cách giữa hai điểm không phụ thuộc vào việc điểm nào là điểm đầu và điểm nào là điểm cuối.[10]
- Nó có tính phân biệt dương, nghĩa là khoảng cách giữa hai điểm phân biệt bất kỳ luôn là một số dương, trong khi khoảng cách từ một điểm bất kỳ đến chính nó bằng 0.[10]
- Nó thỏa mãn bất đẳng thức tam giác: với ba điểm {\displaystyle p}, {\displaystyle q} và {\displaystyle r} bất kỳ thì {\displaystyle d(p,q)+d(q,r)\geq d(p,r)}. Về mặt trực quan, độ dài của đường đi từ điểm {\displaystyle p} đến điểm {\displaystyle r} qua điểm {\displaystyle q} không thể ngắn hơn so với độ dài đường đi trực tiếp từ {\displaystyle p} đến {\displaystyle r}.[10]

Một tính chất khác, bất đẳng thức Ptolemy, có liên quan đến khoảng cách Euclid giữa bốn điểm {\displaystyle p}, {\displaystyle q}, {\displaystyle r} và {\displaystyle s}. Theo đó
{\displaystyle d(p,q)\cdot d(r,s)+d(q,r)\cdot d(p,s)\geq d(p,r)\cdot d(q,s).}
Với bốn điểm trên mặt phẳng, có thể diễn đạt lại bất đẳng thức trên như sau: với một tứ giác bất kỳ, tổng của tích giữa mỗi cặp cạnh đối tương ứng luôn là một số không nhỏ hơn tích độ dài hai đường chéo của nó. Tuy nhiên, có thể áp dụng bất đẳng thức Ptolemy một cách tổng quát cho các điểm trong không gian Euclid với số chiều bất kỳ, không phụ thuộc vào sự sắp xếp của chúng. Hình học khoảng cách Euclid nghiên cứu các tính chất của khoảng cách Euclid, gồm bất đẳng thức Ptolemy và ứng dụng của chúng trong việc kiểm tra xem một tập khoảng cách cho trước có đến từ những điểm trong một không gian Euclid hay không.

## Bình phương khoảng cách Euclid
Trong nhiều trường hợp, đặc biệt là khi so sánh khoảng cách, một cách thuận tiện hơn là bỏ qua bước lấy căn bậc hai trong phép tính khoảng cách Euclid. Khi đó, kết quả thu được là bình phương khoảng cách Euclid. Có thể biểu diễn nó dưới dạng tổng các bình phương:
{\displaystyle d^{2}(p,q)=(p_{1}-q_{1})^{2}+(p_{2}-q_{2})^{2}+\cdots +(p_{i}-q_{i})^{2}+\cdots +(p_{n}-q_{n})^{2}.}
Ngoài ứng dụng trong so sánh khoảng cách, bình phương khoảng cách Euclid còn đóng vai trò quan trọng trong thống kê, cụ thể là áp dụng trong phương pháp bình phương tối thiểu, một phương pháp để xác định đường khớp với dữ liệu bằng cách tìm giá trị nhỏ nhất của bình phương khoảng cách trung bình giữa giá trị quan sát và giá trị ước lượng. Phép cộng giữa các bình phương khoảng cách với nhau, giống như khi áp dụng trong phương pháp bình phương tối thiểu, tương ứng với một phép toán trên khoảng cách (chưa bình phương) gọi là phép cộng Pythagoras. Trong phân tích cụm, có thể áp dụng bình phương khoảng cách để làm tăng độ ảnh hưởng đối với khoảng cách dài hơn.
Bình phương khoảng cách Euclid không tạo thành không gian mêtric vì nó không thỏa mãn bất đẳng thức tam giác. Tuy nhiên, nó là hàm lồi hoàn toàn và trơn của hai điểm, không giống với khoảng cách, vốn là một hàm không trơn (gần các cặp điểm bằng nhau) và là hàm lồi nhưng không phải là hàm lồi hoàn toàn. Do đó, lý thuyết tối ưu hóa ưu tiên áp dụng bình phương khoảng cách, vì nó cho phép sử dụng giải tích lồi. Vì hàm bình phương là một hàm số đơn điệu cho giá trị không âm, việc tìm giá trị nhỏ nhất của bình phương khoảng cách cũng giống với việc tìm giá trị nhỏ nhất của khoảng cách Euclid, nên bài toán tối ưu hóa về mặt cách giải nào cũng đều tương đồng nhau, nhưng sẽ dễ giải hơn khi sử dụng bình phương khoảng cách.
Tập hợp tất cả bình phương khoảng cách giữa các cặp điểm từ một tập hữu hạn có thể được lưu trữ trong ma trận khoảng cách Euclid và thường được sử dụng dưới dạng này trong hình học khoảng cách.

## Khái quát hóa
Trong toán học cao cấp, khi xem không gian Euclid là một không gian vectơ, khoảng cách của nó có liên hệ tương ứng với một chuẩn gọi là chuẩn Euclid, được định nghĩa là khoảng cách của một vectơ từ gốc tọa độ. Một trong những tính chất quan trọng của chuẩn này, có quan hệ với các chuẩn khác trong toán học, là nó vẫn không đổi ngay cả khi quay không gian theo một góc bất kỳ quanh điểm gốc. Theo định lý Dvoretzky, với một không gian định chuẩn với số chiều hữu hạn, tồn tại một không gian con với số chiều lớn mà chuẩn của nó gần bằng với chuẩn Euclid; chuẩn Euclid là chuẩn duy nhất có tính chất này. Có thể mở rộng nó sang không gian vectơ vô hạn chiều, chẳng hạn như không gian L2 hoặc khoảng cách L2.
Một số loại khoảng cách khác trên không gian Euclid và không gian vectơ ít chiều bao gồm:
- Khoảng cách Chebyshev, đo khoảng cách với giả thiết rằng chỉ xét chiều có nghĩa nhất.
- Khoảng cách Manhattan, đo khoảng cách chỉ theo hướng trục tọa độ.
- Khoảng cách Minkowski, một dạng khái quát hóa liên hệ khoảng cách Euclid, khoảng cách Chebyshev và khoảng cách Manhattan.

Với những điểm trong một bề mặt ở không gian ba chiều, khoảng cách Euclid cần phải được phân biệt với khoảng cách trắc địa, độ dài của một đường cong ngắn nhất thuộc bề mặt đó. Đặc biệt, để đo khoảng cách cung vòng lớn trên Trái Đất hoặc mặt cầu hay mặt tựa cầu khác, một số loại khoảng cách được sử dụng bao gồm khoảng cách haversine cho biết khoảng cách cung vòng lớn giữa hai điểm trong mặt cầu khi biết kinh độ và vĩ độ của chúng và công thức Vincenty còn gọi là "khoảng cách Vincenty" đối với khoảng cách trong một hình phỏng cầu.

## Lịch sử
Khoảng cách Euclid là khoảng cách trong không gian Euclid; cả hai danh pháp này đều được đặt tên theo nhà toán học Hy Lạp cổ đại Euclid, tác giả của bộ Cơ sở vốn đã trở thành sách giáo khoa hình học tiêu chuẩn trong nhiều thế kỷ. Khái niệm về độ dài và khoảng cách rất phổ biến qua các nền văn hóa, có thể xuất hiện sớm nhất trong các tài liệu quan liêu thời kỳ Protoliterate từ Sumer vào thiên niên kỷ thứ tư trước Công Nguyên (rất xa trước thời Euclid). Có giả thuyết cho rằng hai khái niệm này phát triển ở trẻ sớm hơn so với hai khái niệm liên quan là tốc độ và thời gian. Nhưng khái niệm về khoảng cách, dưới dạng một số được xác định từ hai điểm, không thực sự xuất hiện trong bộ Cơ sở của Euclid. Thay vào đó, Euclid tiếp cận khái niệm này theo cách gián tiếp, thông qua tính tương đẳng của các đoạn thẳng, thông qua việc so sánh độ dài đoạn thẳng và thông qua khái niệm tỉ lệ thuận.
Định lý Pythagoras cũng là một định lý toán học cổ đại, nhưng nó chỉ đóng vai trò quan trọng trong việc đo khoảng cách sau khi René Descartes phát minh tọa độ Descartes vào năm 1637. Công thức khoảng cách do Alexis Clairaut xuất bản lần đầu tiên vào năm 1731. Do công thức này nên khoảng cách Euclid đôi khi còn gọi là khoảng cách Pythagoras. Mặc dù các phép đo khoảng cách lớn trên bề mặt Trái Đất, vốn không phải là khoảng cách Euclid, đã qua nghiên cứu một lần nữa tại nhiều nền văn hóa từ sau thời cổ đại, ý tưởng rằng khoảng cách Euclid có thể không phải là cách duy nhất để đo khoảng cách giữa các điểm trong không gian toán học xuất hiện muộn hơn, với sự hình thành của hình học phi Euclid vào thế kỷ 19. Định nghĩa về chuẩn Euclid và khoảng cách Euclid đối với hình học nhiều hơn ba chiều cũng xuất hiện lần đầu vào thế kỷ 19 trong công trình của Augustin-Louis Cauchy.